# Vaina de los músculos rectos abdominales

En anatomía humana, la vaina de los rectos es el estuche aponeurotico de los músculos rectos anteriores del abdomen, se extiende desde la apófisis xifoides del esternón hasta el pubis.

## Partes
La vaina de los rectos es diferente en su parte superior e inferior, ya que en su parte superior el músculo oblicuo mayor y la hoja anterior del músculo oblicuo menor pasan por delante del músculo recto mayor del abdomen y la hoja posterior del oblicuo menor y el músculo transverso del abdomen pasan por detrás. En su porción inferior, sin embargo, los 3 músculos citados y las tres aponeurosis pasan por delante del músculo recto mayor del abdomen, la línea arcuata marca la separación entre las dos zonas.